# Volteggio a cavallo

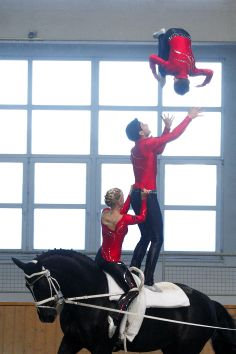

Il volteggio è una disciplina equestre che consiste nell'eseguire esercizi ginnici su un cavallo al passo o al galoppo in base alla categoria con sottofondo musicale. 
Mentre il volteggiatore esegue il suo esercizio, il cavallo si muove in un circolo, il cui perno è costituito da un longeur.
Il cavallo necessita di attrezzature particolari, ad esempio il pad (copertino) e il fascione che funge da appoggio per gran parte degli esercizi.
È uno sport che unisce la ginnastica artistica e l'equitazione alla capacità di entrare in sintonia con il cavallo; è una delle dieci specialità riconosciute dalla Federazione Equestre Internazionale, conosciuto soprattutto nei paesi dell'Europa settentrionale, in Germania, Austria e Francia. In Italia invece non è molto popolare ma lo si può praticare in diversi maneggi affiliati alla FISE (soprattutto al nord).
Questo sport è suddiviso in varie categorie in base alla difficoltà e a fasce d'età distinguibili in lettere. 
La performance è suddivisa in due fasi: gli "obbligatori" che sono esercizi che cambiano da categoria a categoria e in ognuna sono uguali per tutti. La seconda parte è composta dal "libero" che ogni volteggiatore può comporre inserendo esercizi in base alle sue capacità con un accompagnamento musicale, dal quale può derivare un tema, dovendo tener conto di un tempo massimo predisposto che cambia a seconda della categoria.
Il volteggiatore può scegliere di gareggiare come "individuale", cioè eseguendo l'esercizio libero da solo; in "Pas De Deux" (in due); oppure in squadra composta da massimo 6 elementi, anche se in quest'ultima l'esercizio si svolgerà salendo a cavallo in non più di 3 alla volta.
Questo sport è usato frequentemente anche come ippoterapia per disabili e riabilitazione.